# 诺里奇大会堂

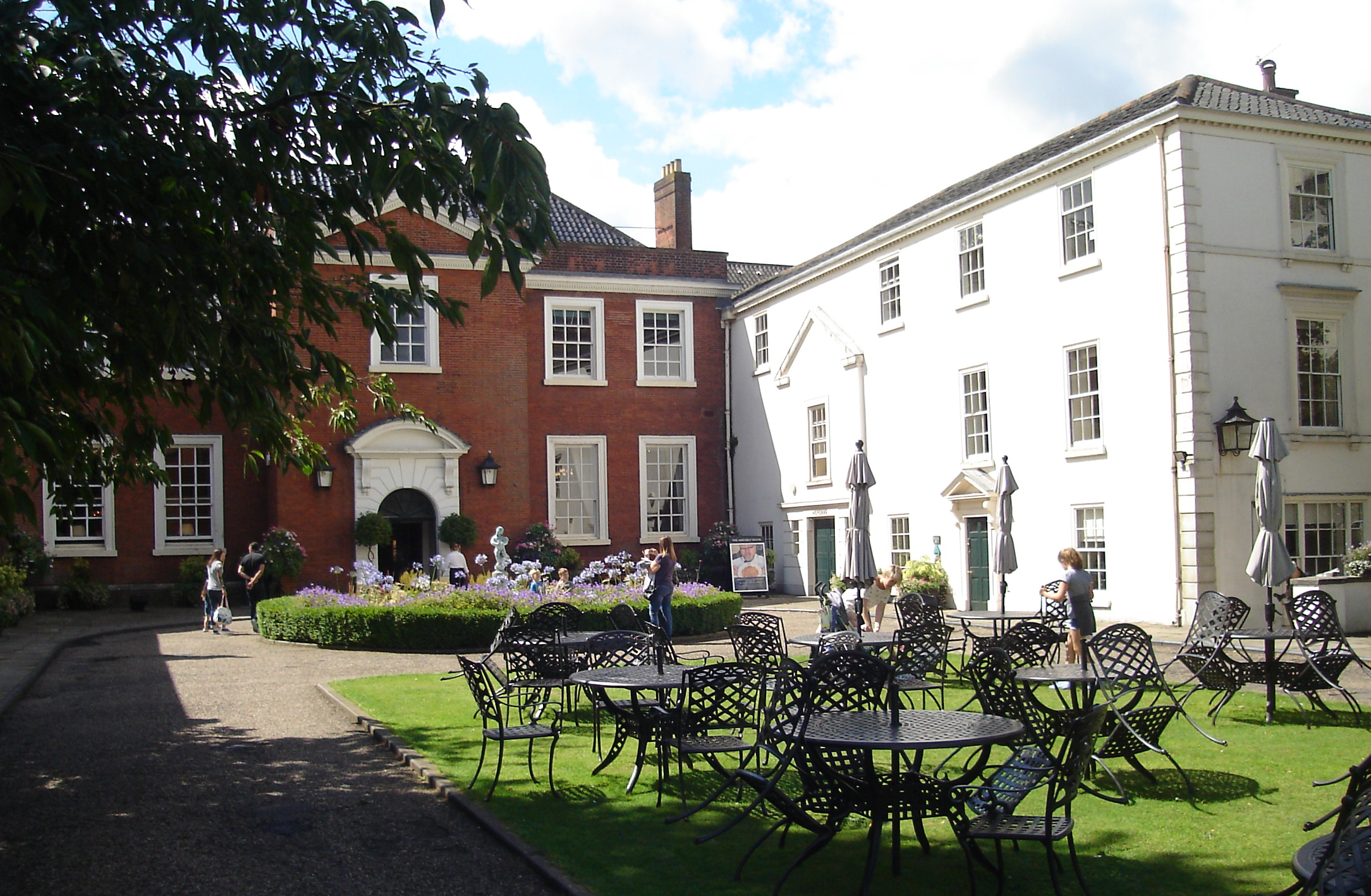
诺里奇大会堂

大会堂（Assembly House）是英格兰诺里奇的一座喬治時代建築，已列为一级登录建筑。
今天，大会堂用于会议、展览、视觉艺术和表演艺术活动以及婚礼，并列为诺里奇12倡议中的诺维奇12座历史遗产系列建筑之一。

## 历史
诺里奇大会堂的起源可追溯到1248年，当时约翰·勒布伦在此创立了圣母济贫院及小堂。 1278年，济贫院改为培养教区神父的圣母书院。 从1404年起，市民在此举行集会，选举下一年要管理诺里奇城市的官员。该校也是基督聖體聖血節的基地，这是一年一度的重要节日，各行會都要参加节日游行。
1544年，亨利八世解散修道院，该校关闭。1548年，没收建筑，小堂、回廊和咏经席全部拆除，其余建筑出售成为私人住宅。 1569年，由托马斯·康沃利斯爵士收购，归属康沃利斯家族。1609年，又由亨利·霍巴特爵士收购，名为“田野之家礼拜堂”（Chapel of the Field House）。1753年，白金汉伯爵约翰·霍巴特以1800英镑加上5英镑的年租金，将其出租，租期达500年。租客宣布计划将其改造为郡和市的公共娱乐场所,任命的建筑师是 Thomas Ivory，他还建造了该市的八角形礼拜堂（Octagon Chapel）。建筑师决定拆除建筑的中央部分，设计一座新建筑，即大会堂，供诺里奇的绅士举行活动。
从1876年到1939年，这座建筑由女校使用。第二次世界大战期间，这座建筑改建。 1950年，该建筑进行大修，耗资7万英镑，于1950年5月作为娱乐和艺术中心重新开放，称为“大会堂”。 修复工作得到了奥利弗·梅塞尔的鼓励，总部位于诺维奇的制鞋商 H. J.塞克斯顿进行了资助。
1995年，入口大厅的屋顶和天花板、餐厅和音乐室在一场大火中被毁，不过大部分木制镶板和乔治式石膏仍然完好无损，许多绘画和家具都保存了下来。在地方企业的支持下，大会堂得到修复，1997年2月重新开放。